# Ільгюциемс
Íльгюциемс (латис. Iļģuciems, нім. Ilgezeem) — мікрорайон у складі Курземського району Риги, до якого входить частина міста під назвою Нордекі (латис. Nordeķi). Він знаходиться дещо північніше від центральних мікрорайонів лівого берега Даугави. Межує з мікрорайонами Спілве, Кіпсала (не має сухопутного сполучення), Дзирциемс та Іманта. Межами мікрорайону Ільгюциемс є залізнична дуга, лінія від перехрестя вулиці Волеру і Даугавгрівського шосе до Даугави, Зундс, вулиці Твайконю, Ліліяс, Дагмарас, Слокас та залізнична лінія Засулаукс—Болдерая. До південної частини мікрорайону входить житловий масив Грівас (латис. Grīvas dzīvojamais masīvs). Головними вулицями мікрорайону є вулиці Дзірцієма, Дагмарас, Даугавгрівас, Буллю та Лідоню.
Один з найстаріших мікрорайонів міста.
Загальна площа мікрорайону Ільгюциемс становить 2,442 км², що є приблизно вдвічі більшим за середній показник площі мікрорайонів у Ризі, але таким чином цей мікрорайон легше асоціювати з об'єднаною просторовою і функціональною одиницею. Довжина меж мікрорайону за периметром складає 6 534 м.

## Історія
Найдавніше поселення на цій місцевості утворилося на землях, що належали монастирю Святого Духа — навпроти північного кінця острова Кіпсала, між шляхом, що вів з Риги до Даугавгріви та Зундсом (Малою Даугавою). Їх у 1226 році передав монастирю папський легат Вільгельм Моденський. Спочатку це була невелика садиба з господарськими будівлями, яку нижньонімецькою мовою називали «подвір'ям Святого Духа» (нім. Hiligen geest hove, Heiligen Geist Hof). Звідси пізніше утворилася сучасна назва місцевості — спочатку найближчі околиці почали називати німецькою Хілігзеем (нім. Hiligzeem), а на початку ХІХ століття — Ілгезеем (нім. Ilgezeem), або ж латиською Ільгюциемс (латис. Iļģuciems).

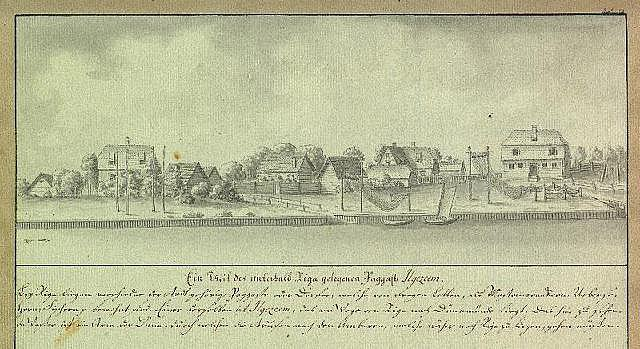
Ільгюциемс у ХІХ столітті, із зібрання

У XVII столітті на землях Ільгюциемської садиби утворилося невелике поселення: його мешканцями були переважно латиші, які займалися садівництвом і рибальством. Поступово сформувався і прошарок заможних латишів, які займалися транспортуванням, сортуванням і зважуванням товарів. Під час Великої Північної війни поселення було зруйноване, але згодом кількість його мешканців поступово відновилася. Однією з причин повільного розвитку Пардаугави була власне річка Даугава, яка під час повені затоплювала частини свого лівого берега та зносила із собою будинки, худобу та людей. Ризький рат доручив розробити проект укріплення лівого берега Даугави, і у другій половині XVIII століття уздовж обох берегів річки було споруджено кам'яні дамби. Наприкінці XVIII століття тут налічувалося вже 40 осель. У 1667 році була заснована Зундська школа, а друга з'явилася у 1689 році.
Через цю місцевість проходили два важливі шляхи — шлях до мизи Буллю, яким можна було дістатися з Риги до Курляндії, та шлях, який пролягав через невелике поселення Ільгюциемс до Болдераї і Даугавгрівської фортеці. Пізніше ці шляхи стали головними вулицями Ільгюциемса — вулицею Буллю і вулицею Даугавгрівас.
Старий Ільгюциемс межував з територіями мизи Балта. Ця миза була збудована у XVII столітті і знаходилася у кінці сучасної вулиці Балтас. Назва мизи неодноразово змінювалася залежно від прізвищ її власників: у другій половині XVIII століття її називали мизою Дала, пізніше — мизою Меллера, а у ХІХ столітті вона отримала назву миза Балта (букв. «Біла садиба»). З цією садибою пов'язані численні відомі особистості, які проводили тут літо — професор Латвійського університету П. Юревич, авіатор Г. Цукурс, письменник В. Еглітіс та інші. На території між сучасними вулицями Спілвес та Лідоню, разом з мизою Балта ще у 1930-х рр. знаходився вкритий лісом пагорб, що мав назву Озолкалнс (букв. «Дубова гора»), на якому були облаштоване місце для поховання колишніх власників садиби. На незабудованих територіях біля мизи у 1925 році було закладено два сімейні сади. Будівлі ансамблю центру садиби не збереглися — вони були зруйновані наприкінці Другої світової війни. За радянських часів парк біля мизи також був спустошений і згодом забудований панельними будівлями.

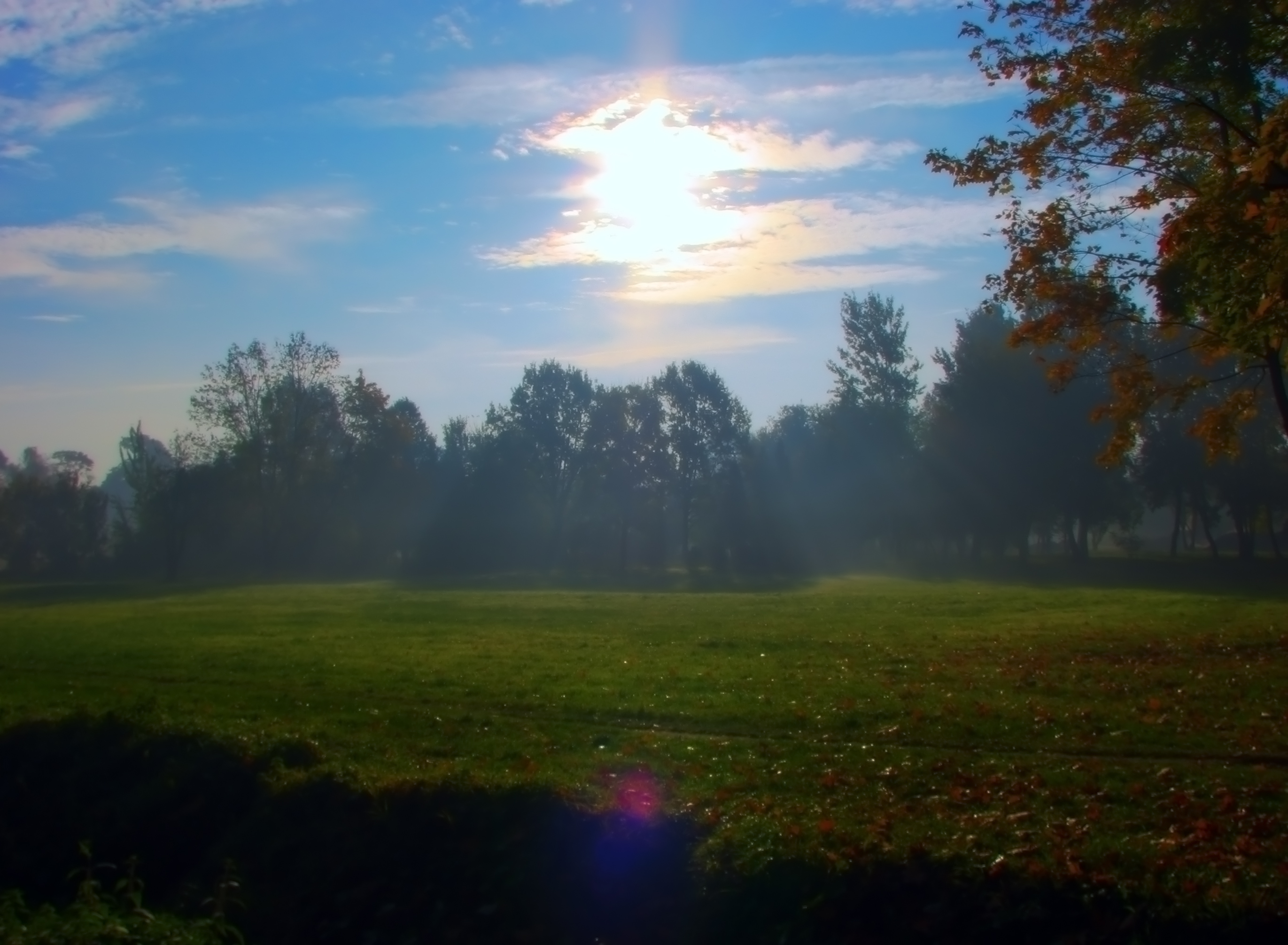
Ранок у парку Нордекю

На території Ільгюциемса також знаходилася миза Нордекю, власником якої у 1690-х рр. став бургомістр Риги Віте фон Нордек; з того часу ця садиба стала носити його ім'я (у різні часи її називали мизою Фогеля, Граве і Рейма — згідно з прізвищами власників). Колись у власність мизи входили 185 га землі, які використовували здебільшого для вирощування зерна. У ХІХ столітті велику частину цієї території поділили на забудовані ділянки, незабудованою лишилася лише територія ансамблю центру садиби з великим парком. Велику частину будівель садиби було знесено у 1968 році під час розширення вулиці Буллю. З усієї забудови центру мизи Нордекю з XVIII столітті збереглося лише три споруди. Крита споруда навпроти повороту вулиці та вхідний портик з подвійними колонами і фронтоном були збудовані у ХІХ столітті, але обидві одноповерхові прибудови у кінці будівлі з'явилися на межі ХІХ–ХХ століть. Дерев'яний садовий будиночок виконаний у простих архітектурних формах: вона має високий і виразний фундамент з кругляку та відкритий погріб. Друга житлова споруда садиби, одноповерхова кам'яна будівля з критою мансардою, споруджена у 1910 році за проектом архітектора Г. Піранга. За часів радянської окупації до початку 1990-х рр. у будівлях мизи були житлові квартири. У 1875 році на території мизи Нордекю було відкрито єврейський молитовний будинок. Ландшафтний парк мизи був розбитий у XVIII столітті, він займав 3,6 га і вважався одним з найстаріших парків Риги. Свого часу тут діяв лісорозсадник, а на околиці парку були три ставки, у яких водилася риба. У парку наявне велике різноманіття дерев і насаджень — більше, ніж 30 чужоземних та 15 місцевих видів дерев: дуби, чорні вільхи, сибірські кедрові сосни, голландські липи, берези, клени, робінії, польські модрини, кедрові сосни, гірські сосни, сербські ялини тощо.
24 грудня 1786 року Ільгюциемс у якості складової частини третього (тоді Єлгавського) передмістя приєднали до Риги. Тим не менше рижанам все ще було складно діставатися лівого берега Даугави. Справжньою частиною Риги Пардаугава стала лише після спорудження другого залізничного моста (перший був побудований у 1872 році) та трамвайної лінії на початку ХХ століття. Також у 1926 році для обслуговування місцевого цементного заводу було прокладено залізничну лінію, на якій був відкритий Ільгюциемський залізничний вокзал.
На початку ХІХ століття Ільгюциемс все ще лишався малозаселеним: у 1816 році тут налічувалася 71 оселя, у яких проживало 450 мешканців. Наприкінці XVIII століття тут починають споруджувати численні фабрики і мануфактури, а у ХІХ столітті тут відбувалося швидке утворення промислової зони. Її розвитку сприяла близькість Даугавгрівського порту, і невдовзі тут почали будувати кам'яні будинки. У 1794 році в Ільгюциемсі почала діяти відома мануфактура Лодера, будівля якої на вулиці Твайконю збереглася і після Другої світової війни. На території мизи Нордекю у 1797–1808 рр. підприємець Фогель збудував перший з трьох паперових млинів Риги. У 1845 році Е. Шмідт створив в Ільгюциемсі фабрику з виробництва гвинтів, яку інженер Г. Гекер пізніше реорганізував у машинобудівний завод. На фабриці з розробки механізмів була встановлена велика парова машина потужністю у 10 кінських сил.
Одним із найбільших підприємств було акціонерне товариство «Tekstil», яке займало квартал між мизою Балта (сучасною вулицею Балта), вулицями Рієксту і Пілтенес. Виробництво було споруджене у 1894–1899 рр. за проектом архітектора Г. Р. Вінклера та інженера Е. фон Тромповскі. Свого часу на найбільшому ризькому текстильновиробничому підприємстві, на якому працювало 850 робітників, виготовляли різні вовняні тканини. Тут виконувався повний процес виробництва, починаючи з прядіння вовни, обробки пряжі, ткання, фарбування і закінчуючи апретуванням тканин. Під час Першої світової війни фабрику перенесли, а велику частину робітників евакуювали до Росії. Після війни у 1923 році роботу підприємства було відновлено і виробництво вовняних тканин продовжилося. Пізніше його перетворили на нове акціонерне товариство «Rīgas tekstils» («Ризький текстиль»). Після приватизації у 1990-х рр. на ці території працюють різноманітні підприємства.
На території між Зундсом і вулицею Даугавгрівас (вул. Даугавгрівас, 77) до 1920-х рр. працювали красильні «Kerkovius & Co», але потім вони перейшли у власність Першої ризької фабрики глиняних виробів. У 1930-х рр. вона опинилася на території заснованого приблизно 1884 року акціонерного товариства «Iļģeciema stikla fabrikas» («Ільгєціємська скляна фабрика»). З 1960 року Ільгєціємська скляна фабрика була головним підприємством творчого об'єднання «Latvijas stikls» («Латвійське скло»), яке після відновлення незалежності країни було перетворене на державне підприємство «Latvijas stikls», але на межі ХХ–ХХІ століть воно було приватизоване. Поруч з нею (вул. Даугавгрівас, 83/89) до початку ХХ століття знаходилася лісопильня «Lomani & Co» (раніше лісопильня Г. Ломана, заснована у 1872 році, свого часу була однією з найбільших лісопилень Латвії). Наприкінці 1930-х рр. частину цієї території придбало акціонерне товариство «Vairogs» та облаштувало тут механічну та деревообробні майстерні.
1 травня 1892 року міський уряд відкрив Ільгюциемський ринок на перехресті вулиць Даугавгрівас і Твайконю. Вже через 4 роки ринкову площу довелося розширити. У виставлених в ряд дерев'яних будиночках можна було купити різноманітні продукти і продовольчі товари. Один раз на тиждень сюди приїжджали селяни з околиць міста та продавали свої товари прямо з возів або саней.
Перші фрагментарні проекти планування Ільгюциемса були розроблені на початку 1920-х та у 1930-х рр., але у 1950-х рр. для робітників Ризького цементно-шиферного заводу були споруджені перші типові житлові будівлі (303-тя серія, арх. В. Рамане, Е. Калниня). У 1960-х рр. в Ільгюциемсі був збудований новий багатоповерховий житловий район.
Детальний план комплексної реконструкції району був розроблений у 1968 році інститутом «Pilsētprojekts» («Міськпроект») (арх. Р. Леліс, Л. Мунтере, Р. Пайкуне). Проект передбачав радикальну реконструкцію району, створення нової мережі вулиць, 3 мікрорайонів, громадський центр та районний парк на території ансамблю мизи Нордекю.
Поруч з пагорбом Дзегужкалнс знаходиться костел святого Йосипа. Спочатку його збиралися будувати у Саркандаугаві, але на той час там почалося спорудження іншої католицької церкви. Тому для костелу використали вже існуючу будівлю площею 78 м2, яке до того було кінозалом, а ще раніше складом; перше богослужіння відбулося тут у 1943 році. Проте після війни будівництво було призупинене і вежу костелу врешті-решт збудували лише у 1980-х рр.
Також в Ільгюциемсі народився і певний час жив Раймонд Паулс.

## Географія
Мінімальна висота поверхні рельєфу мікрорайону дорівнює рівню моря, оскільки невелика частина сході мікрорайону прилягає до Даугави (Зундського каналу). Максимальна висота поверхні рельєфу у мікрорайоні складає 14 м над рівнем моря. Загалом рельєф мікрорайону Ільгюциемс є пласким. Переважно мікрорайон розміщений на висоті 3—5 м над рівнем моря, але у його північній частині існують два дюнні пагорби, які досягають висоти у 14 м над рівнем моря і є початком Нордекю-Калнціємської дюнної гряди.
З точки зору геоморфології Ільгюциемс розташований у декількох мікрорайонах. Північна його частина прилягає до території лугів Спілве з алювіальними відкладеннями. Частина, прилегла до Зундса, знаходиться у мікрорайоні пойм внутрішньої дельти Даугави. Центральна і південна частини входять до мікрорайону Пардаугавської пласкої рівнини, а північно-східна частина — до геоморфологічного мікрорайону Нордекю-Калнціємської дюнної гряди.
Поверхневі водні об'єкти в Ільгюциемсі займають дуже малу площу — загалом лише 1,35 га. Сюди входить фрагмент Зундського каналу на сході мікрорайону та ставок парка Нордекю. Природні території та насадження займають 2,7 % території (6,5 га), але жодна з них не є природною територією, що перебуває під особливим захистом. Велика окрема природна територія з насадженнями в Ільгюциемсі — парк Нордекю — знаходиться у південній частині мікрорайону.

## Освіта
Станом на 2017 рік у таких мікрорайонах Пардаугави, як Дзирциемс, Агенскалнс та Ільгюциемс, діяли дві державні гімназії і сім середніх шкіл, хоча кількість учнів (568) була достатньою лише у двох середніх школах. Враховуючи розміщення місць проживання учнів та індекси обов'язкового централізованого іспиту (OCE) у школах мікрорайону — 34-й (50,1 %) і 41-й середній школах (50,5 %), а також Ільгюциемській середній школі (33,1 %), було запропоновано створити дві середні школи на місці цих семи середніх шкіл.

## Транспорт

### Трамвай
- № 5: Ільгюциемс—Мілгравіс

### Тролейбус
- № 9: площа Стаціяс (Привокзальна)—Ільгюциемс
- № 25: вулиця Брівібас—Ільгюциемс

### Автобус
- № 3: Плявнієкі—Болдерая
- № 30: площа Стаціяс (Привокзальна)—Болдерая
- № 13: залізнична станція Бабіте—залізнична станція Пречу-2
- № 54: площа Стаціяс (Привокзальна)—Волері

## Галерея

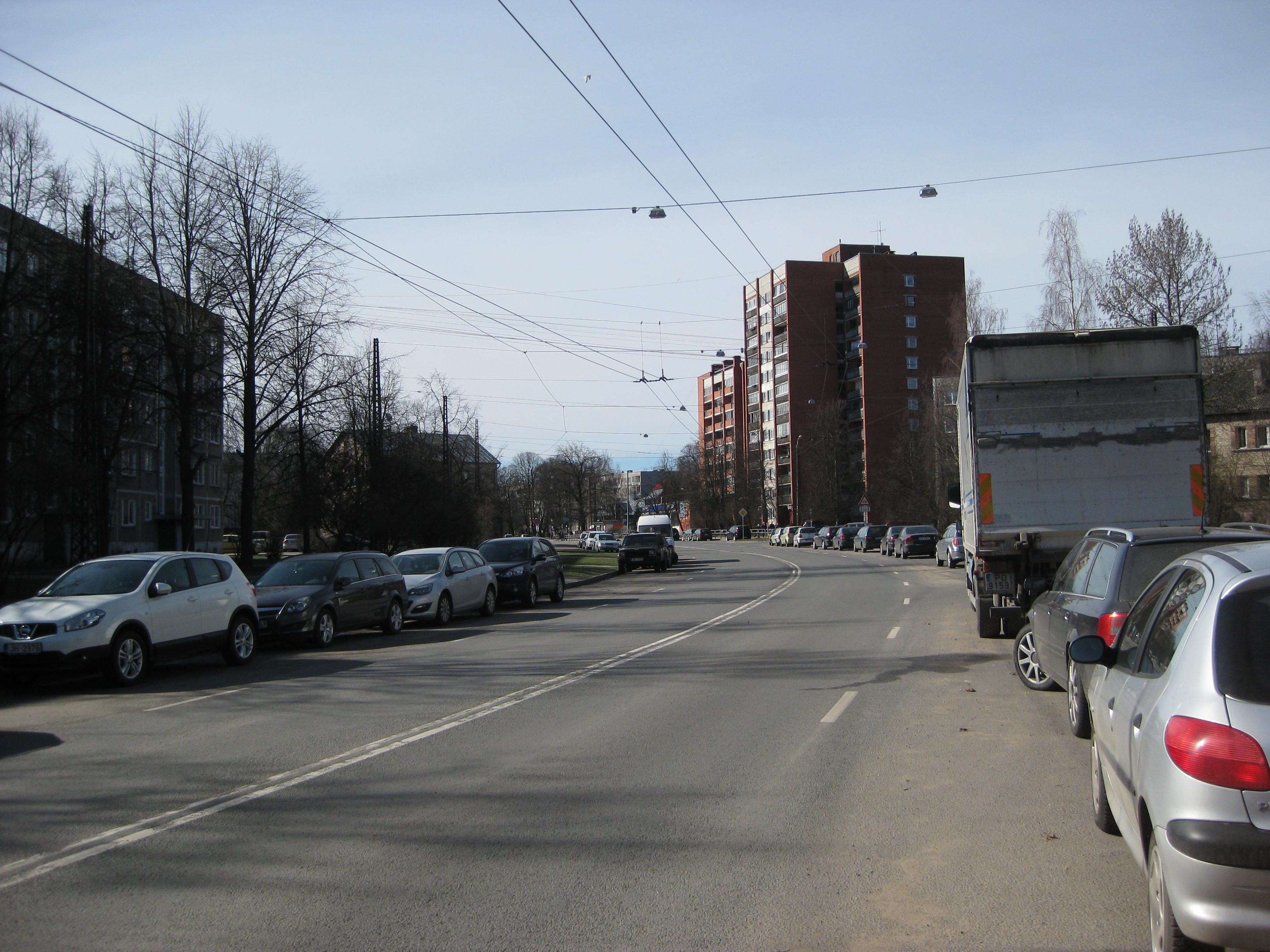
вулиця Лідоню
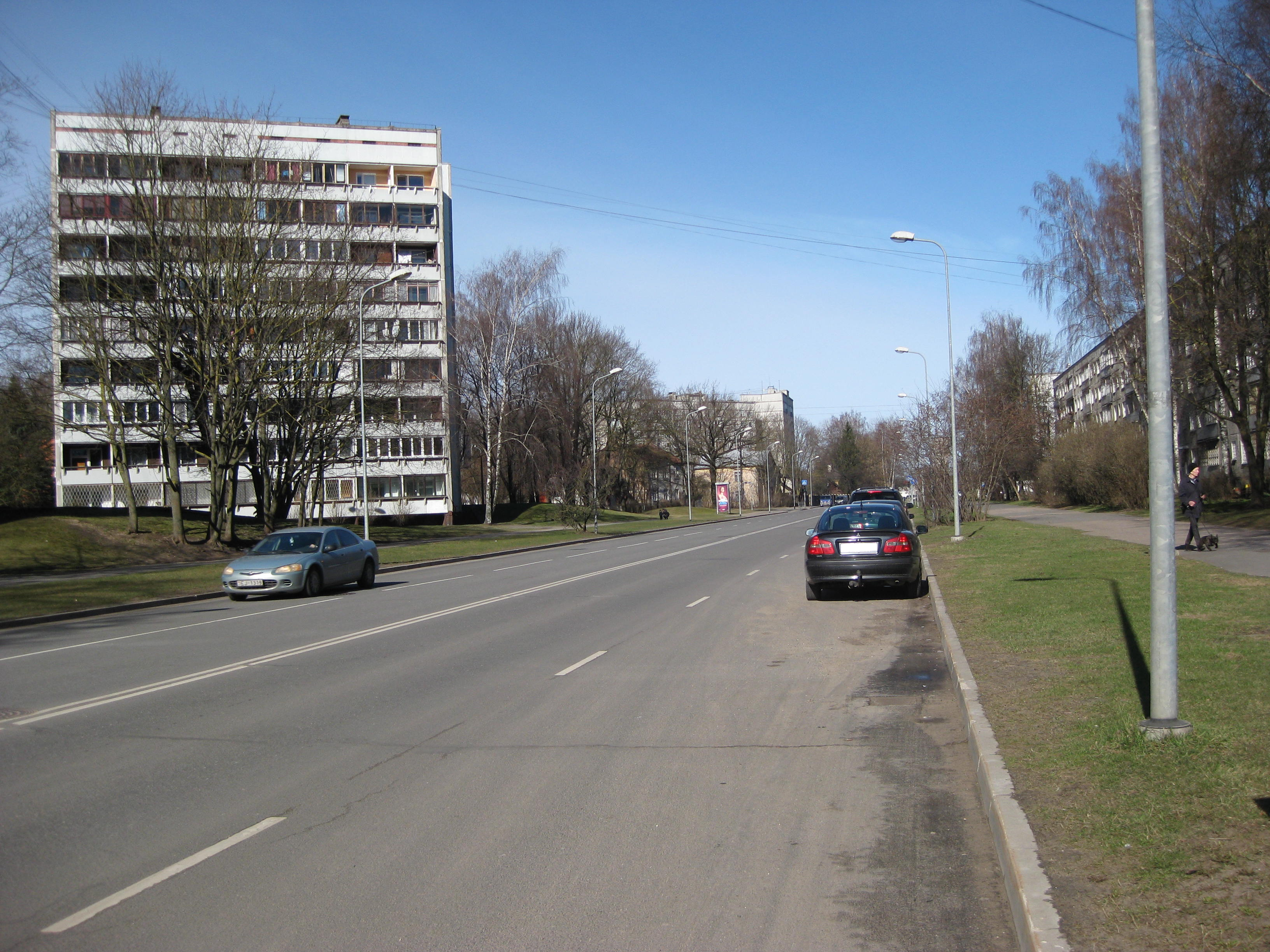
вулиця Буллю
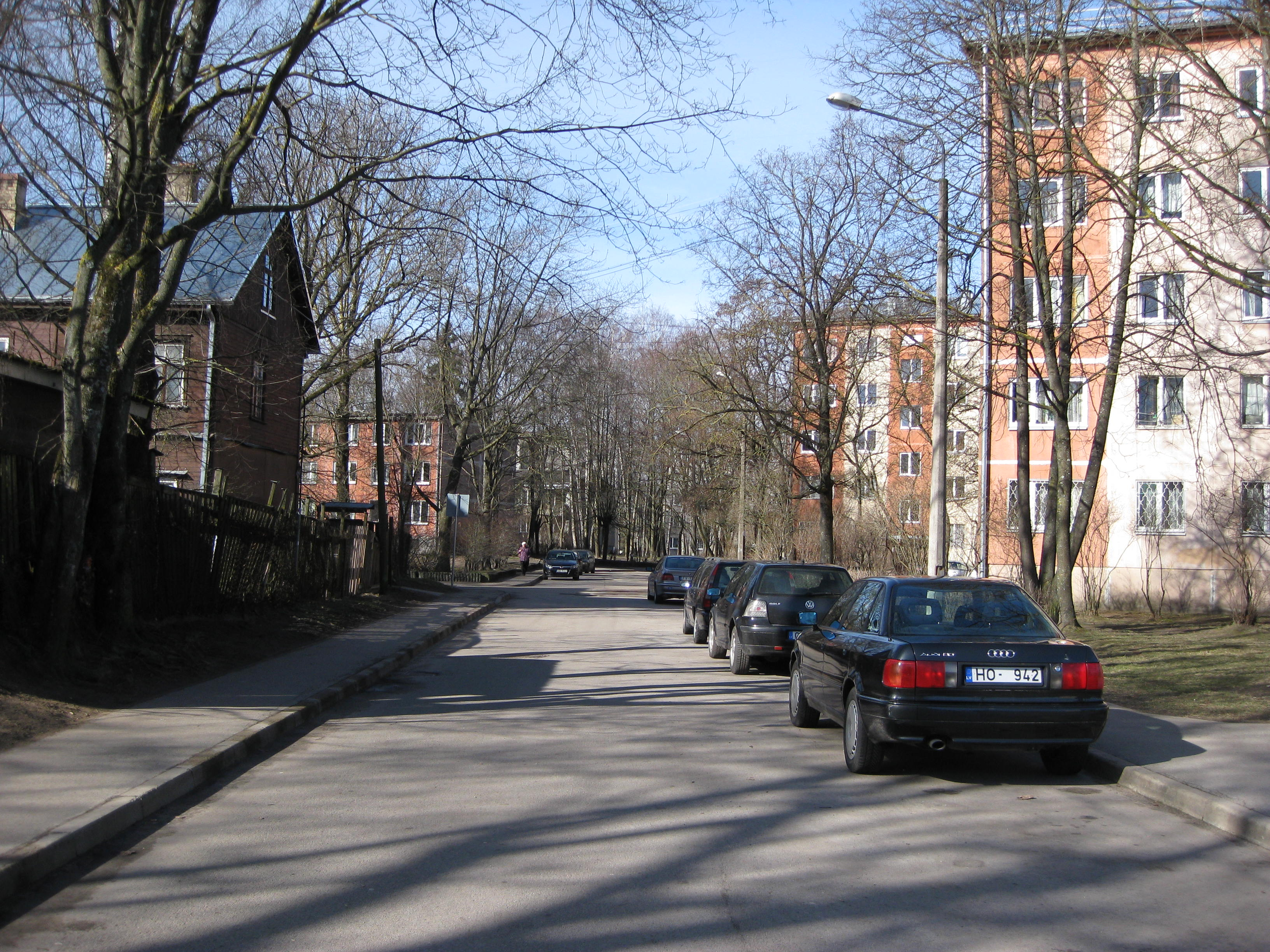
вулиця Скуєнес
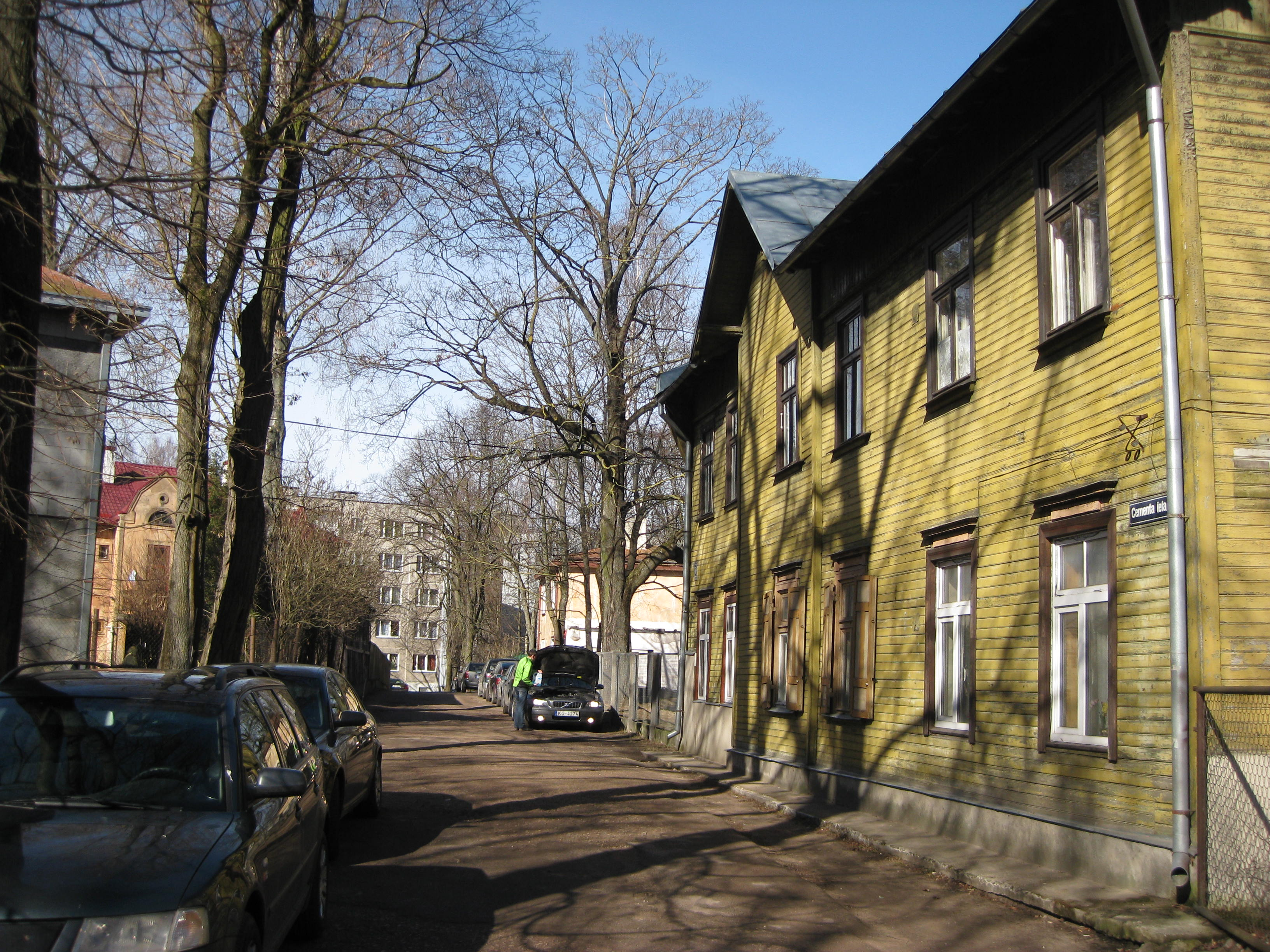
вулиця Цемента
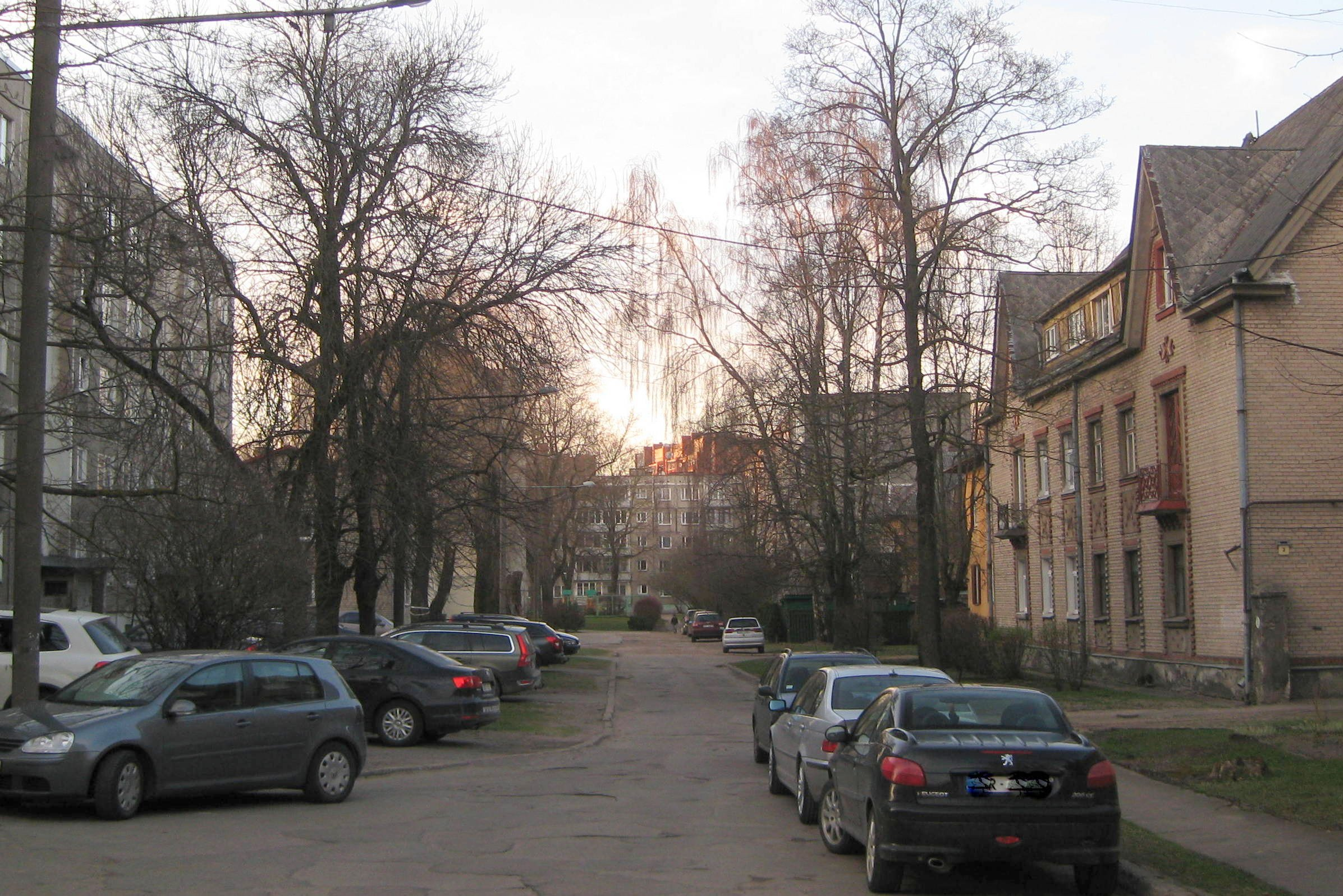
вулиця Бенес
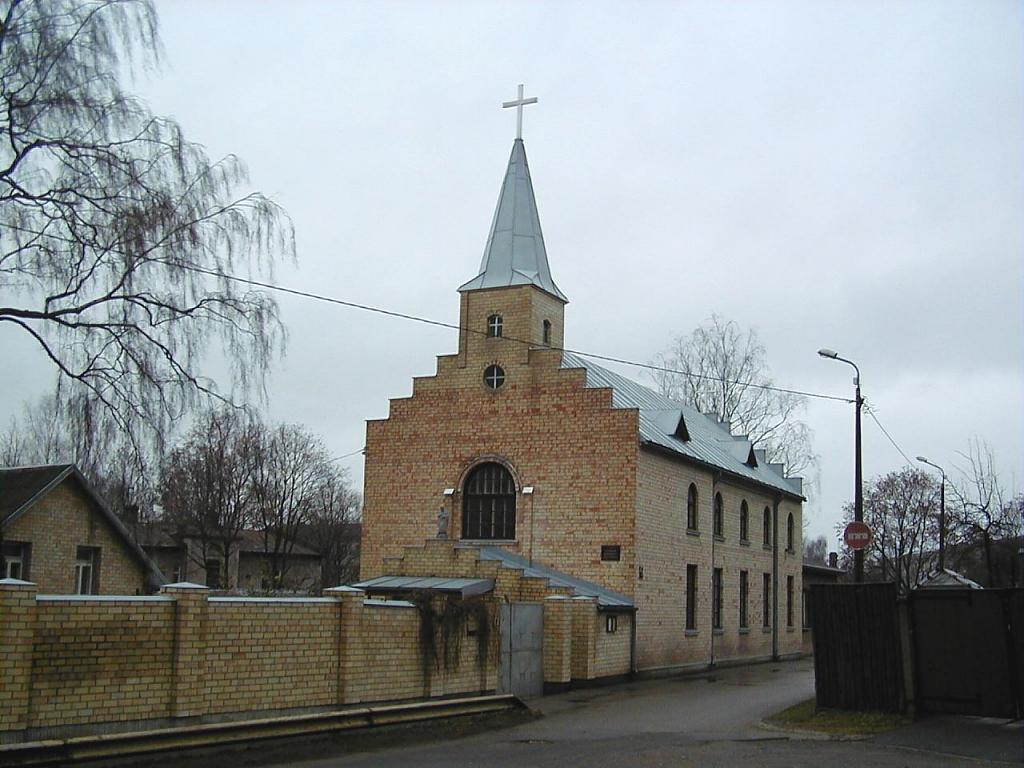
Костел св. Йосипа